# PiPolB
Las polimerasas B independientes de primer (primer-independent PolB "PiPolB") son un subtipo de la familia de las ADN polimerasas tipo B, que se han descubierto recientemente por un equipo de investigadores del Consejo Superior de Investigaciones Científicas (CSIC). Son enzimas que intervienen en el proceso de replicación del ADN y tienen un papel esencial en el mantenimiento de la integridad del genoma durante la replicación y reparación de ADN. Las PiPolB vienen codificadas por unos elementos denominados pipolinas, que se encuentran en el genoma de varias bacterias y también en los plásmidos circulares de mitocondrias.
Lo interesante de este nuevo grupo de proteínas es que, a diferencia de sus análogas ya conocidas, (polimerasas de familias A, B, C, D, X, Y y RT) éstas no requieren un iniciador o primer; pueden comenzar la copia de ADN sin necesidad de éste. Es decir, las piPolB tienen capacidad de ADN primasa, una enzima especializada que hace de iniciador.  

## Función e importancia
Las ADN polimerasas de la familia B (PolB) son de gran importancia durante la replicación de los cromosomas virales y celulares. Recientemente se ha identificado y caracterizado un tercer grupo de ADN polimerasas de la familia B, las PiPolB, además de los grupos conocidos hasta ahora, las PolB cebados con ARN (rPolB) y cebados con proteínas (pPolB). Como se muestra en la siguiente imagen, este hallazgo revela un mecanismo alternativo para el inicio de la replicación del ADN. Las PiPolB constituyen un nexo entre las PolB anteriormente conocidos, cebados con proteínas y con ARN/ADN.
Los PiPolB están codificados por elementos genéticos móviles muy diversos, pipolinas, integrados en los genomas de diversas bacterias y también presentes como plásmidos circulares en las mitocondrias. La caracterización bioquímica refleja que piPolB presenta una actividad de polimerización de ADN eficiente que es capaz utilizar plantillas dañadas y no dañadas, además está dotada de capacidad de corrección de pruebas y desplazamiento de hebras. Sorprendentemente, las enzimas piPolBs presentan actividad primasa y por consiguiente no requieren la presencia de ningún factor proteico que inicie la replicación ni un cebador preexistente que les proporcione un grupo hidroxilo al que anclar un nucleótido entrante, sino que tienen capacidad de síntesis de ADN de novo dependiente de la plantilla, lo que acaba así con el dogma de que las ADN polimerasas replicativas requieren un cebador preexistente para la síntesis de ADN. De esta manera, piPolBs pueden replicar el ADN tanto de moldes circulares como lineales, están involucrados en la autorreplicación de pipolinas y también pueden contribuir a la tolerancia al daño del ADN bacteriano.  
Así pues, gracias a su actividad de exodesoxirribonucleasa 3'-5 ' y su capacidad de síntesis de cebador de novo, las piPolB son un tipo de ADN polimerasa con actividad de polimerización de ADN de plantilla independiente de cebador, actividad de polimerización de ADN dependiente de cebador con desplazamiento de cadena, y además presenta capacidad de sintesi de translesión a través del daño de bases no voluminosas. 
Este mecanismo de replicación del ADN sin la necesidad de un cebador preexistente, hace que las piPolBs aseguren una copia fiel de la información y las convierte en un herramienta biotecnológica muy prometedora. Además, su capacidad primasa no depende de una secuencia molde concreta, lo que significa que puede iniciar la replicación en cualquier punto de la cadena, lo cual es muy útil para corregir daños y ampliar el genoma. No obstante, las piPolB muestran cierta preferencia en insertar purinas sobre pirimidinas, según el orden A> G> T> C, de acuerdo con la "regla A" descrita para muchas ADN polimerasas.

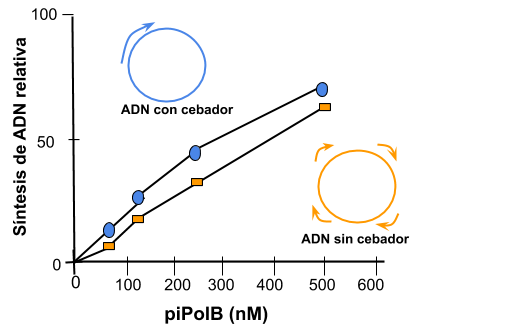
Gráfica: Síntesis de ADN por piPolB en presencia y ausencia de cebador.

Estas propiedades son de gran interés en el campo de la salud, ya que las piPolB se encuentran en bacterias como Escherichia coli o Staphylococcus aureus, y conocer su método de actuación aporta información sobre su mecanismo de resistencia a los antibióticos. Además, este tipo de ADN polimerasa, las piPolBs, suponen una ventaja frente a anteriores técnicas de replicación del genoma completo que requerían la presencia de diversas enzimas como una primasa, una Prim-Pol y la ADNP del fago phi29, ya que las piPolBs podrían actuar como enzima única en la amplificación del genoma.

## Familia y clasificación
Las ADN polimerasas que participan en la replicación celular se clasifican en siete familias (Familia A, B, C, D, X, Y y RT) según su estructura y aminoácidos, los cuales determinan la función de la enzima. Esta clasificación excluye a las ADN polimerasas de los virus ya que pueden replicar el ADN viral a través de una variedad de mecanismos. Sin embargo, los retrovirus codifican una ADN polimerasa (la transcriptasa inversa) cuya función es la inversa, sintetizar ADN a partir de ARN.
Las PiPolB (primer-independent DNA Polymerase “Type B”) se incluyen dentro de la familia B. La familia B (en la que se encuentran las ADN polimerasas II, B, α, ζ, δ y ε) se encarga principalmente de las fases iniciales de la replicación y de la reparación de los enlaces establecidos entre las dos hebras. Dentro de esta familia, las ADN polimerasas tipo B se dividen en tres subgrupos, según el cebador o primer que usan:
- Los PolB con un primer proteico (pPolB), los cuales replican pequeños genomas lineales de virus y elementos genéticos móviles.
- Los PolB que requieren de un primer de ácido nucleico (ya sea ARN o ADN). Son los más frecuentes y participan en la replicación y reparación del genoma en todos los organismos vivos y sus virus.
- Los PolB que no necesitan primer (piPolB) codificados por elementos genéticos móviles bacterianos y mitocondriales, y capaces de sintetizar ADN independientemente del uso de una plantilla inicial.[7]

## Estructura

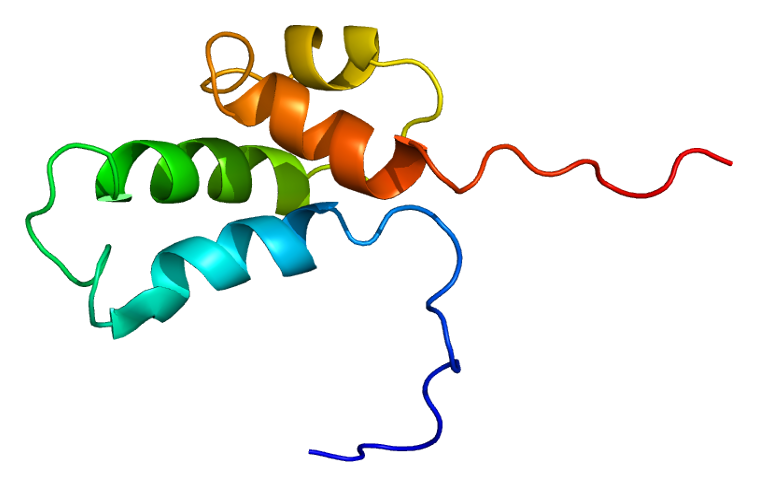
Estructura general de la enzima ADN polimerasa tipo B

La estructura de las PiPolB sigue el mismo patrón de los ADN polimerasa del tipo B. Estos, tienen tres grandes dominios: el dominio N-terminal, la exonucleasa y el propio ADN polimerasa.
El dominio N-terminal se caracteriza por una alta actividad desoxirribosa fosfodiesterasa aunque su función no esta del todo clara. Se presume que puede ser importante para el reconocimiento de los nucleótidos de uracilo, aunque esta función no pudo ser comprobada en enzimas eucariotas.  El dominio exo (la exonucleasa) usa su actividad exonucleasa 3’ --> 5’ para la corrección de nucleótidos en la lectura de estos; mientras que el dominio Pol (el propio ADN polimerasa) realiza la síntesis real de los nuevos nucleótidos de ADN. Las PolB tienen seis regiones conservadas (I-VI): tres motivos de secuencia en el dominio Exo (ExoI, ExoII, ExoIII) y tres en el dominio Pol (MotifA, MotifB, MotifC).
Las piPolBs mantienen activos los subdominios de repetición de Tetratricopéptidos TPR1 y TPR2 de los pPolBs. Sin embargo, el motivo KxY que se encuentra dentro de una cadena β en los PolB es sustituido por una secuencia KTRG en los piPolBs. En esta nueva clase de ADN polimerasa también se ha encontrado un motivo KH-X8-KTRG extendido, donde X8 es una secuencia de 8 aminoácidos, preferiblemente EVSQLIAM. Varios estudios en que se provocaron modificaciones en este motivo han demostrado que el residuo K613 podría tener un gran papel en la capacidad primasa de las piPolBs.

## Estudios y descubrimiento
La primera evidencia de la existencia de una actividad enzimática capaz de sintetizar ADN se produjo en 1958 con el descubrimiento de E. coli Pol I por A. Kornberg y sus colegas. Se observó que las ADN polimerasas requieren un cebador preexistente que proporcione un resto hidroxilo para anclar el nucleótido entrante. Este requisito, a menudo denominado "regla de la cartilla", ha sido un dogma en el campo durante casi sesenta años y ha dirigido el desarrollo de métodos de amplificación del ADN.
En 1991 Margarita Salas, a su vuelta a España tras haber estado trabajando con Severo Ochoa en Nueva York, descubrió una proteína terminal unida al ADN del fago phi 29, que demostraba que no siempre la síntesis de ADN se inicia con la formación de un primer, un cebador, de ARN, puesto que esta función es ejercida por la mencionada proteína. Posteriormente, se ha visto que este mecanismo no es exclusivo de este bacteriófago, sino que es un mecanismo que se produce también en virus y en plásmidos.  
Posteriormente se analizó este tipo de replicación mediante el estudio de los Tectivirus Bam35 que infectaban bacterias gram-positivas. Descubrieron que el ADN del virus se podía replicar utilizando una DNA polimerasa y una proteína terminal (TP) que iniciaba la replicación y se mantenía unida al ADN mediante enlace covalente.  Además, diferentes estudios han confirmado que este tipo de replicación iniciado por proteínas también se da en plásmidos eucariotas.
Recientemente, se han descubierto genes que codifican pPolBs en el genoma de varias familias de MGE (Mobile Genetic Elements, fragmentos de ADN que codifican elementos determinantes de resistencia viral). En concreto, se ha visto que hay una familia de PolBs codificadas por MGE a las que se ha denominado piPolBs, presentes en bacterias y mitocondrias, que son capaces de sintetizar ADN de novo, sin necesidad proteína terminal o nucloeótidos iniciadores, lo cual no se había visto previamente en ningún otro grupo de polimerasas B.
Estas piPolBs podrían usarse para desarrollar nuevas aplicaciones de amplificación genómica sin la necesidad de usar primers externos o factores proteicos, además de poder ser de gran utilidad en el campo de la biotecnología.